# FRMD6
FRMD6‏ (FERM domain containing 6) هوَ بروتين يُشَفر بواسطة جين FRMD6 في الإنسان.